# Comaroma nakahirai
Comaroma nakahirai är en spindelart som först beskrevs av Takeo Yaginuma 1959.  Comaroma nakahirai ingår i släktet Comaroma och familjen Anapidae. Inga underarter finns listade i Catalogue of Life.